# NBA Street V3
NBA Street V3 è un videogioco di pallacanestro della serie NBA street, prodotta e sviluppata da EA sports, ed è il terzo titolo.
Il gioco rappresenta il "new basket", cioè quello praticato sulle strade, anche se utilizza nazionali e giocatori professionisti come Michael Jordan.